# 永野耐造
永野 耐造（ながの たいぞう、1931年（昭和6年）2月11日 - 2016年（平成28年）8月25日）は、日本の法医学者で、金沢大学名誉教授。

## 来歴・人物
高知県生まれ。1948年（昭和23年）和歌山県立医科大学入学後、1960年（和歌山県立大学）医学博士「燒死の実験的研究」、同大学医学部教授、金沢大学医学部教授、警視庁科学捜査研究所長を務める。
2003年11月、日本の法医学に貢献したことにより瑞宝重光章を受勲する。叙正四位。

## 著書
- 『脳死のベッドサイド臓器移植法の施行と脳死体の検死・検案』（立花書房，1998年）
- 『現代の法医学（改訂第3版増補）』　永野耐造／若杉長英　（金原出版，1998年）
- 『脳の死・人の死』　永野耐造／深谷松尾　（日常出版，1991年）、他